# Margie Neal
Margie Elizabeth Neal (Clayton, 20 de abril de 1875 – Carthage, 19 de dezembro de 1971) foi uma jornalista e política do Texas. Ela foi a primeira mulher eleita para o Senado do Estado do Texas, em 1926.

## Vida pessoal e carreira
Neal nasceu perto de Clayton, no Texas, e era filha de William Lafayette e Martha (Gholston) Neal, que vieram da Geórgia para o Texas em busca de melhores oportunidades. Segunda de quatro filhos, ela morou nas proximidades de Cartago durante grande parte de sua vida. Foi em Cartago que ela teve seu primeiro encontro com a política estadual, quando o governador do Texas, John Ireland, veio falar em 1885 ou 1886; mais tarde ela falaria da impressão que a visita dele lhe causara. Ela participou Sam Houston State Teachers College, mas não se formou. Ela passou um curto período de tempo dando aulas no Condado de Panola e em Fort Worth, antes de retornar a Carthage em 1903; mesmo assim, ela manteve o interesse pela educação pelo resto de sua vida. Seu retorno foi devido principalmente à saúde debilitada de sua mãe. Seu pai havia comprado o semanário local, o Texas Mule, e ela se tornou seu editor e editor. Ela o renomeou para East Texas Register e o dirigiu até sua venda em 1911. Ela foi uma das primeiras mulheres no Texas a publicar um jornal e era conhecida por seu progressismo. Neal foi fortemente ativa em assuntos cívicos locais desde o início de sua carreira. Em 1921 tornou-se a primeira mulher a integrar o conselho de regentes das State Teachers Colleges, permanecendo no cargo até 1927. Ela presidiu os esforços em seu distrito para obter o sufrágio feminino e foi a primeira mulher do condado a votar. Primeira mulher no Comitê Executivo Democrata do Estado, ela foi delegada da Convenção Nacional Democrata de 1920 em São Francisco. Ela também foi membro do conselho da Sociedade do Texas para Crianças Aleijadas.

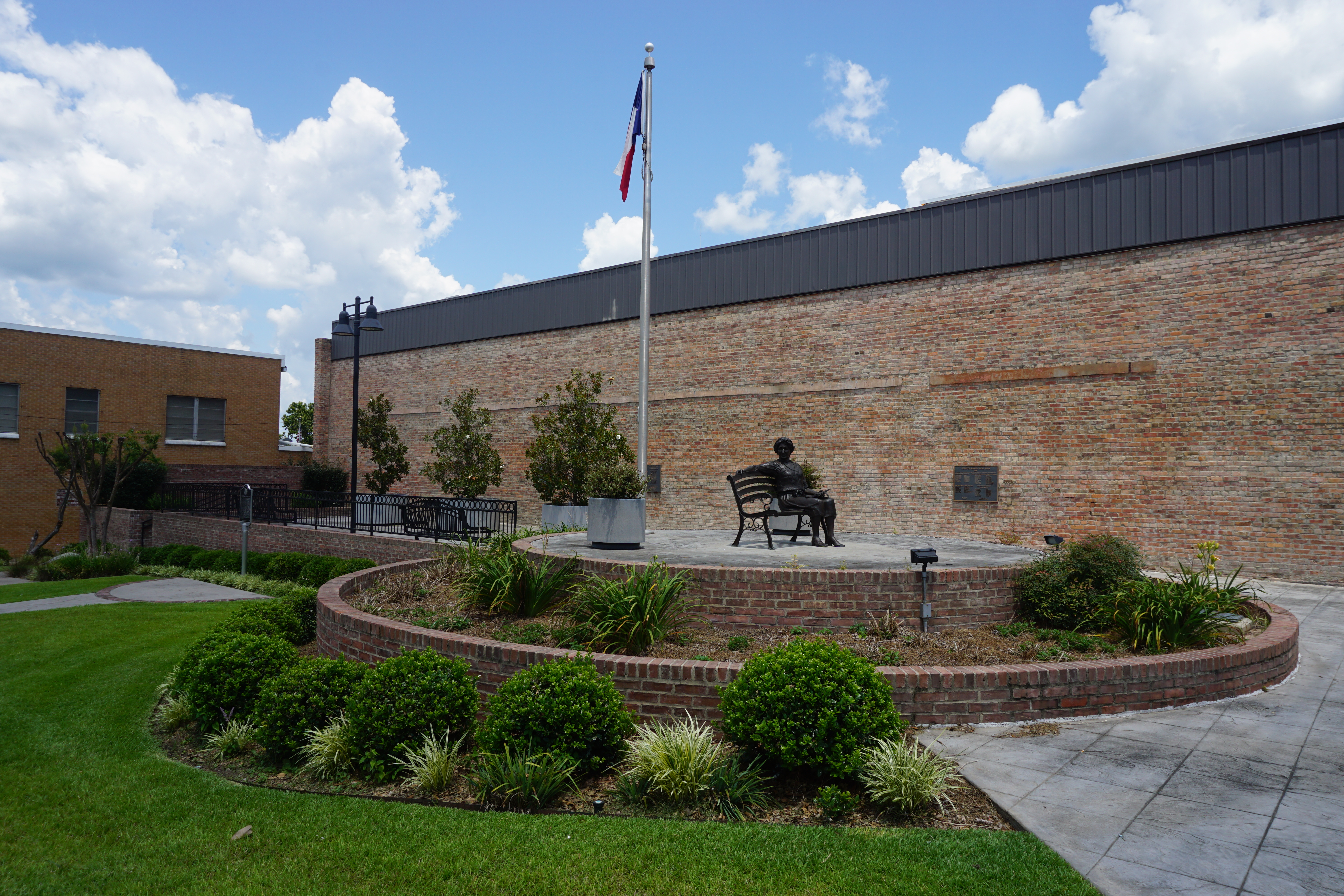
Senator Margie Neal Park, parque memorial em Carthage, no Texas. Foto registrada em julho de 2017

Em 1926, Neal foi eleita pelo condado de Panola como Senadora do estado do Texas; ela iria cumprir quatro mandatos. Foi sua paixão pela educação que a levou a Austin; sua frustração com a incapacidade da legislatura de elevar o padrão dos acadêmicos levou à sua decisão de concorrer, que foi apoiada por sua família. Dela foi o projeto de lei que criou o Conselho Estadual de Educação do Texas, e ela patrocinou um projeto de lei que introduz a educação física nas escolas. Ela também ajudou a criar a Comissão do Centenário do Texas, e foi membro do comitê que escolheu "Texas, Nosso Texas" como a música do estado. Ela apoiou o estudo obrigatório das constituições estaduais e nacionais e foi crucial para a aprovação da legislação que destina fundos para escolas rurais. Ela ajudou na elaboração de legislação para ajudar na reabilitação de deficientes. Neal foi a única mulher em toda a legislatura no primeiro de seus quatro mandatos; ela permaneceu a única mulher no Senado até sua partida. Durante grande parte de sua carreira política, ela apoiou o trabalho do governador Dan Moody.
Neal foi um suplente delegado geral na Convenção Nacional Democrata de 1928; embora ela não tenha apoiado a indicação de Al Smith como candidato do partido, ela o apoiou uma vez que sua indicação foi garantida; muitos de seus colegas texanos não. Ela foi uma delegada novamente na convenção em 1932, e com Henry Pomeroy Miller liderou os esforços da chapa Roosevelt-Garner no Texas. Em seguida, ela viajou para Washington, DC, em 1935, para iniciar uma carreira na Administração Nacional de Recuperação e na Administração da Previdência Social. Ela garantiu uma transferência de volta para seu estado natal, trabalhando em San Antonio e Dallas como analista de instalações comunitárias na Comissão de Manpower. Após sua renúncia em 1945, ela retornou a Cartago, onde permaneceu ativa na comunidade. Ela nunca se casou. Em 15 de junho de 1952, foi realizada uma festa em sua homenagem em sua cidade natal; entre os palestrantes estavam o então senador Lyndon B. Johnson, o governador Allan Shivers e Oveta Culp Hobby; Hobby a conhecia desde seu tempo no Senado Estadual.
Neal morreu em Cartago em 1971. Ela está enterrada lá no Cemitério Oddfellows. Seu arquivo está no Dolph Briscoe Center for American History da Universidade do Texas em Austin. Um marcador histórico do Texas em Cartago homenageia suas realizações, assim como uma grande placa marcando seu túmulo.